# Autopista Madrid-Toledo
La autopista Madrid-Toledo o AP-41 es una autopista de peaje española que comunica Madrid con Toledo. El proyecto original consistía en su continuación hasta Ciudad Real y Córdoba como ruta alternativa a la A-4, sin embargo el tramo al sur de Toledo quedó descartado por sus graves afecciones medioambientales. La concesionaria de la autopista es la Sociedad Estatal de Infraestructuras del Transporte Terrestre (SEITT), organismo dependiente del Ministerio de Transportes, Movilidad y Agenda Urbana.
La autopista Madrid-Toledo nace en la R-5, desde donde se dirige hacia el sur hasta llegar a Toledo.

## Concesión de la autopista Madrid-Toledo

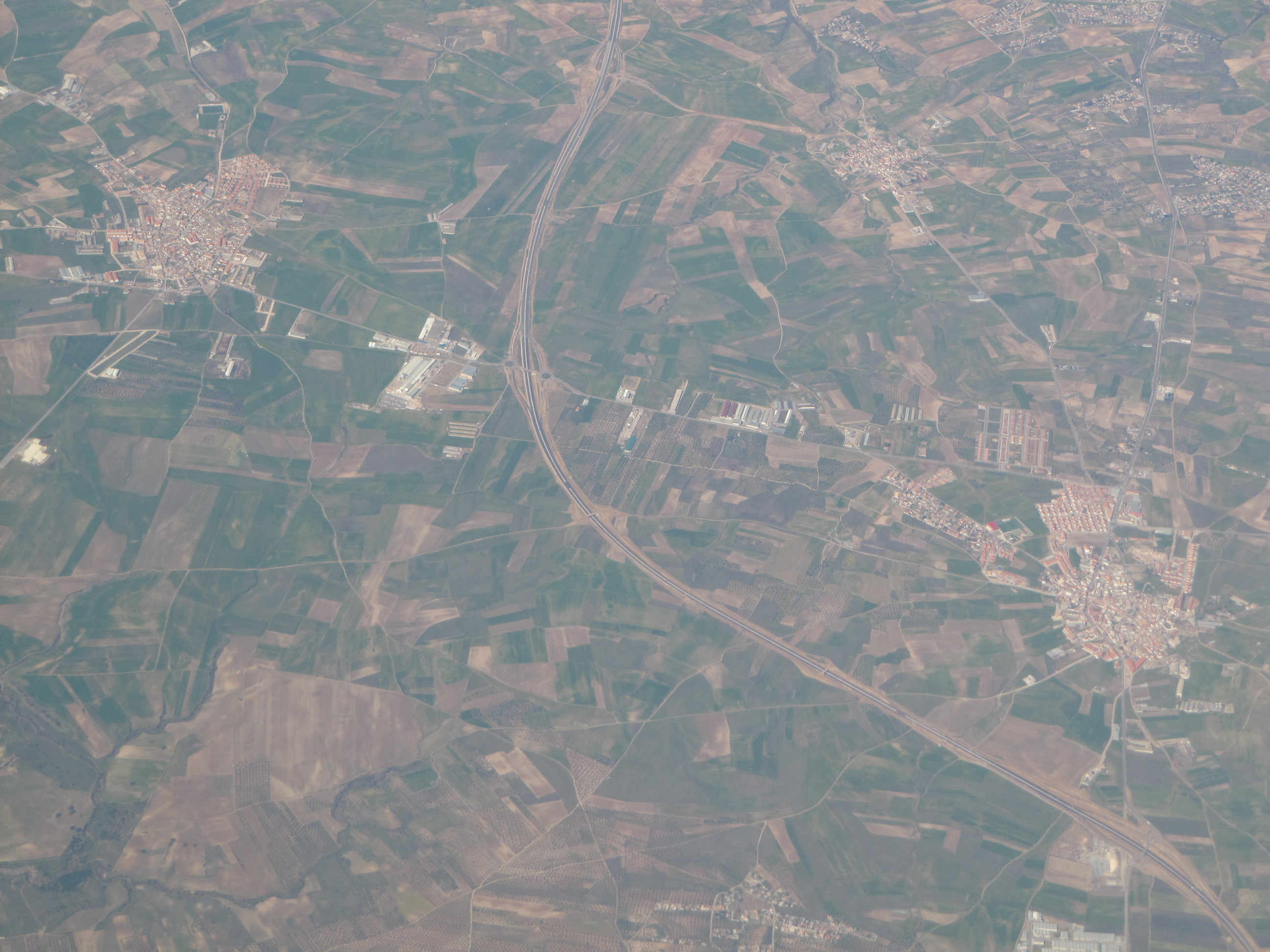
Vista aérea.

La empresa concesionaria hasta su quiebra fue Autopista Madrid-Toledo, Concesionaria Española de Autopistas, S. A. con la participación empresarial de varias empresas entre ellas Isolux Corsán, COMSA, Sando, Azvi, Banco Espírito Santo. La fecha final mínima de la concesión de la autopista Madrid-Toledo es el 22 de febrero de 2040, fecha que puede ser ampliada por cuatro años según ciertas condiciones, de acuerdo al real decreto 281/2004, de 13 de febrero.
Tras la quiebra de la sociedad concesionaria Autopista Madrid-Toledo, Concesionaria Española de Autopistas, S. A. y el consecuente rescate público, la concesión de la autopista pasó a corresponder en 2019 a la Sociedad Estatal de Infraestructuras del Transporte Terrestre (SEITT), organismo dependiente del Ministerio de Transportes, Movilidad y Agenda Urbana.

## Tráfico en la autopista Madrid-Toledo (Intensidad media diaria)
En el momento en que se abrió la autopista, en diciembre de 2006, la concesionaria confiaba en captar al menos uno de cada cuatro coches que circulaban por la A-42. Así, recordaban que la autovía contaba con intensidades de tráfico de hasta 100 000 vehículos diarios en algunos tramos. Sin embargo, el promedio de la intensidad media diaria de vehículos en la AP-41 está actualmente por debajo de los 800 vehículos al día, menos de la décima parte de ese 25 por ciento del tránsito que esperaban arrebatar a la A-42, unos 25 000 automóviles. El panorama para los gestores se complicó con la conversión a autovía en 2011 de la carretera M-407, en la Comunidad de Madrid, que le ha quitado tráfico en su recorrido por la Comunidad vecina. Esto motivó una reclamación ante los responsables de Fomento que llegó al Supremo.
La tabla siguiente muestra la evolución de la intensidad media diaria desde su inauguración. Desde 2008 la autopista ha registrado un descenso acumulado del tráfico del 73,0 %.
| Ejercicio | Intensidad media diaria | % Variación |
| --------- | ----------------------- | ----------- |
| 2018      | 1.213                   | +17,8       |
| 2017      | 1.030                   | +16,9       |
| 2016      | 881                     | +12,2       |
| 2015      | 785                     | +4,0        |
| 2014      | 755                     | –42,6       |
| 2013      | 1.316                   | –7,6        |
| 2012      | 1.424                   | –22,1       |
| 2011      | 1.828                   | –7,4        |
| 2010      | 1.974                   | –16,5       |
| 2009      | 2.364                   | –17,4       |
| 2008      | 2.861                   | +3,3        |
| 2007      | 2.770                   | +59,1       |
| 2006      | 1.741                   |             |

## Tramos
| Denominación | Tramo                                       | Kilómetros | Año servicio |
| ------------ | ------------------------------------------- | ---------- | ------------ |
| AP-41        | Moraleja de Enmedio R-5 - Mocejón Este A-40 | 47         | 2006         |

## Salidas
| Elemento | Nombre de salida (sentido Toledo)/Ver de arriba-abajo | Número de salida | Nombre de salida (sentido Madrid)/Ver de abajo-arriba | Carretera que enlaza                    |
| -------- | ----------------------------------------------------- | ---------------- | ----------------------------------------------------- | --------------------------------------- |
|          | R-5                                                   |                  | Madrid Continúa por R-5                               |                                         |
|          | Batres – Serranillos del Valle - Griñón               | 8                | Batres – Serranillos del Valle - Griñón               | M-404                                   |
|          | El Viso de San Juan - Carranque                       | 16               | El Viso de San Juan - Carranque                       |                                         |
|          | Illescas - Yuncos                                     | 25               | Illescas - Yuncos                                     |                                         |
|          | Numancia de la Sagra - Pantoja                        | 28               | Numancia de la Sagra - Pantoja                        | CM-4004                                 |
|          | Área de Servicio La Sagra, abierto 0-24 horas         |                  | Área de Servicio La Sagra, abierto 0-24 horas         |                                         |
|          | Villaluenga de la Sagra - Cobeja                      | 34               | Villaluenga de la Sagra - Cobeja                      |                                         |
|          | Villaseca de la Sagra – Añover de Tajo                | 44               | Villaseca de la Sagra – Añover de Tajo                |                                         |
|          | Peaje                                                 |                  | Peaje                                                 |                                         |
|          | Toledo - Mocejón Ávila                                |                  |                                                       | TO-22 A-40 N-403 E-90 A-5               |
|          | Mocejón                                               | TO-22 1          | Mocejón                                               | CM-4001                                 |
|          | Mocejón Ávila - Madrid                                | TO-22 8          |                                                       | CM-4001 N-403 E-90 A-5 A-42             |
|          | Toledo - Ciudad Real Madrid - Ávila                   | TO-22            | CM-4001 Mocejón Madrid - Ávila                        | N-401 N-400 E-5 A-4 A-42 N-403 E-90 A-5 |

## Continuación hasta Córdoba
El proyecto fue diseñado por el Ministerio de Fomento en 2003, con Francisco Álvarez Cascos de ministro, como alternativa a la autovía entre Madrid y Andalucía (A-4). Tras años de consultas, reuniones y estudios, Medio Ambiente concluyó en el año 2007 "que todo el proyecto" es incompatible con la conservación del medio ambiente.
Los principales escollos de la autopista fueron que atravesaría espacios protegidos como los Montes de Toledo y Sierra Morena, que albergan las principales poblaciones de lince después de Doñana, y que, sobre todo, deben ser el territorio natural de expansión si el programa de cría en cautividad sigue dando frutos.
Además, el punto débil de la A-4, el puerto de Despeñaperros (principal paso orográfico entre la Meseta y Andalucía) ha sido salvado por una nueva variante.
En la actualidad, el proyecto de la prolongación a Ciudad Real y Córdoba quedaron desestimados de forma definitiva. Se proyectará en autovía libre de peaje, pero no hay noticias desde hace varios años por la falta de información y no ha avanzado ningún estudio informativo.